# Estació de Verneda
Verneda és una estació de la L2 del Metro de Barcelona situada sota el carrer Alarcón a Sant Adrià de Besòs.
L'estació va entrar en servei el 1985 com a part de la L4 fins que el 2002 amb la traspàs del tram La Pau - Pep Ventura a la L2 va passar a formar part d'aquesta línia i amb el canvi es va adaptar a persones amb mobilitat reduïda.
| Metro de Barcelona     |        |                                              |                        |                        |
| Procedència/Destinació | <      | Línia                                        | >                      | Procedència/Destinació |
| Paral·lel              | La Pau | Logotip de la Línia 2 del metro de Barcelona | Artigues \| Sant Adrià | Badalona Pompeu Fabra  |

## Accessos
- Carrer Balmes - Carrer Alarcón